# Nuoto ai XVII Giochi paralimpici estivi - Uomini 50 metri farfalla
Le gare di nuoto 50 metri farfalla maschili ai XVII Giochi paralimpici estivi sono state svolte tra il 3 e il 7 settembre 2024 alla Paris La Défense Arena.

## Programma
Sono stati disputati 3 eventi, articolati in una serie di batterie di qualificazione in mattinata; la finale è stata disputata nel pomeriggio/sera del medesimo giorno
| S5 |   |   |  |  |  |  | B | F |   |   |
| S6 | B | F |  |  |  |  |   |   |   |   |
| S7 |   |   |  |  |  |  |   |   | B | F |

| M | mattina | P | pomeriggio/sera |

| B | Batterie | F | Finale per medaglia d'oro |

## Risultati
Tutti i tempi sono espressi in secondi.

### S5
Le gare sono state svolte il 6 settembre 2024.
| Pos. | Atleta                      | Nazione    | Tempo | Note            |
| ---- | --------------------------- | ---------- | ----- | --------------- |
|      | Guo Jincheng                | Cina       | 30,28 | Record mondiale |
|      | Yuan Weiyi                  | Cina       | 30,71 |                 |
|      | Wang Lichao                 | Cina       | 30,89 |                 |
| 4    | Samuel da Silva de Oliveira | Brasile    | 32,33 |                 |
| 5    | Eigo Tanaka                 | Giappone   | 33,25 |                 |
| 6    | Yaroslav Semenenko          | Ucraina    | 35,81 |                 |
| 7    | Siyazbek Daliyev            | Kazakistan | 36,35 |                 |
| 8    | Kaede Hinata                | Giappone   | 37,09 |                 |

### S6
Le gare sono state svolte il 3 settembre 2024.
| Pos. | Atleta                       | Nazione    | Tempo | Note |
| ---- | ---------------------------- | ---------- | ----- | ---- |
|      | Wang Jingang                 | Cina       | 31,24 |      |
|      | Nelson Crispin Corzo         | Colombia   | 31,53 |      |
|      | Laurent Chardard             | Francia    | 31,65 |      |
| 4    | Yang Hong                    | Cina       | 32,67 |      |
| 5    | Gabriel Melone de Oliveira   | Brasile    | 32,82 |      |
| 6    | David Sanchez Sierra         | Spagna     | 32,99 |      |
| 7    | Aekkarin Noithat             | Thailandia | 34,19 |      |
| 8    | Juan Jose Gutierrez Bermudez | Messico    | 35,99 |      |

### S7
Le gare sono state svolte il 7 settembre 2024.
| Pos. | Atleta                       | Nazione                     | Tempo | Note           |
| ---- | ---------------------------- | --------------------------- | ----- | -------------- |
|      | Andrii Trusov                | Ucraina                     | 28,75 | Record europeo |
|      | Carlos Daniel Serrano Zárate | Colombia                    | 29,08 |                |
|      | Egor Efrosinin               | Atleti Paralimpici Neutrali | 29,69 |                |
| 4    | Evan Austin                  | Stati Uniti                 | 29,89 |                |
| 5    | Christian Sadie              | Sudafrica                   | 29,94 | =              |
| 6    | Yevhenii Bohodaiko           | Ucraina                     | 30,14 |                |
| 7    | Iñaki Basiloff               | Argentina                   | 30,80 |                |
| 8    | Toh Wei Soong                | Singapore                   | 30,96 |                |